# ماکاک دم‌خوکی جنوبی
ماکاک دم خوکی جنوبی (نام علمی: Macaca nemestrina) نام یک گونه از سرده ماکاک است.